# Lukavec (Velika Gorica)
Lukavec je naselje u blizini Velike Gorice, Turopolju i Zagrebačkoj županiji. Prema popisu iz 2011. godine ima 1140 stanovnika i nalazi se na površini od 11,34 km². 

## Stanovništvo
| broj stanovnika | 298   | 351   | 350   | 408   | 433   | 487   | 462   | 572   | 640   | 673   | 674   | 772   | 909   | 1023  | 1119  | 1140  | 1260  |
|                 | 1857. | 1869. | 1880. | 1890. | 1900. | 1910. | 1921. | 1931. | 1948. | 1953. | 1961. | 1971. | 1981. | 1991. | 2001. | 2011. | 2021. |

## Kultura
Selo je poznato po dvorcu. Prvotni drveni dvorac bio je izgrađen za obranu turopoljskog plemstva u vrijeme osmanske invazije na Hrvatsku. Prvi puta se spominje 1256. godine kao caput Lukavez, no točna godina kao ni mjesto izgradnje nisu poznati. Godine 1481. utvrda dolazi u ruke medvedgradskog gospodara Ivana Tuza. Današnji dvorac građen je 1755. godine u baroknom stilu.

## Šport
- NK Lukavec, nogometni klub

## Vanjske poveznice
- Dvorac Lukavec  Arhivirana inačica izvorne stranice od 12. srpnja 2007. (Wayback Machine)